# 법화사 (서귀포시)
법화사(法華寺)는 제주특별자치도의 사찰이다. 1980년대에 지금의 건물들이 재건되었다. 제주특별자치도 기념물 제13호. 대한불교조계종 제23교구 관음사(觀音寺)의 말사이다. 주소는 제주특별자치도 서귀포시 하원동 1071번지이다.

## 개요
법화사는 수정사(水精寺)와 함께 제주의 비보사찰(裨補寺刹)로써, 건립 시기에 대해서는 고려 시대, 길게는 남북국 시대까지도 올라간다는 주장이 있다. 1990년 2월 1일부터 4월 6일까지 법화사터에 대한 발굴 조사가 이루어졌는데, 건물터 다섯 곳과 초석 기단터 세 곳이 확인되었고, 발굴 유물은 당초무늬 암막새, 연꽃무늬 수막새 등 정교한 문양이 새겨진 기와가 거의 완전에 가까운 상태로 발굴되었으며, 해무리굽 청자편이나 북송의 화폐인 숭녕중보(崇寧重寶)가 발굴되었다. 발굴된 기와들이 한반도 육지부에서도 황룡사터나 미륵사터와 같은 왕궁급 유적에서 주로 발굴된다는 점에서 법화사는 단순한 사찰 이상이었을 것으로 추정되었고, 문명대 교수는 제주의 법화사가 신라 시대에 장보고(張保皐)가 세운 청해진(淸海鎭)이 위치한 완도(莞島)의 법화사와 같은 시기에 지어졌으며, 두 섬을 거점으로 하는 해상무역의 발달과 관련성을 가지면서 법화사가 세워졌을 것으로 주장하였다.
고려 후기 몽골의 제주 지배기에 법화사는 더욱 중시되었다. 제주대학교 박물관 주도로 1992년부터 이루어진 발굴조사에서 '重創十六年己卯畢', '至元六年己巳始'라는 기와가 발견, 법화사가 원(元) 지원(至元) 6년(1269년)에 처음 중창을 시작해 16년(1279년)에 중창을 마쳤다는 것을 확인할 수 있었다. 충혜왕(忠惠王) 때 제주로 유배된 승려 혜일(慧日)이 법화사를 들러 시를 지었으며(《신증동국여지승람》) 법화사에서 멀지 않은 곳에 목호의 난(1374년) 당시 목호 지도자들의 마지막 거점이었던 범섬이 위치해 있다.
조선 초기까지 법화사에 배속된 노비가 280명이었을 정도로 큰 절이었으며, 원의 양공(良工)이 제작한 금동미타삼존불이 봉안되어 있었는데, 조선 태종 6년(1406년)에 명에서 사신으로 온 황엄과 한티무르가 명의 황제 영락제(永樂帝)의 명으로 이 불상을 가져가기 위해 제주로 들어갈 것을 청하자 태종은 사신들이 불상을 가져가겠다는 것은 핑계이고 사실은 제주의 사정을 염탐하려는 것이라고 판단, 선차 김도생과 사직 박모를 제주로 보내 불상을 가져오게 하여, 명 사신들이 제주로 들어가는 것을 막았다.
조선 후기 이후 법화사는 폐사되었다. 1986년부터 1990년까지 대웅전 1채 등 부속건물 8채를 복원하였다.

## 같이 보기
- 목호의 난
- 청해진